# Портной, Михаил Анатольевич
Михаи́л Анато́льевич Портно́й (7 июня 1941, Одинцово — 21 ноября 2021) — советский и российский экономист-международник, доктор экономических наук, профессор, Заслуженный деятель науки Российской Федерации (2020), заведующий отделом внешнеэкономических исследований Института США и Канады РАН, один из ведущих исследователей экономики США.

## Биография
Окончил экономический факультет МГУ им. Ломоносова в 1969 году.
1972 год — кандидат экономических наук — диссертация «Государственное регулирование экономического роста и платёжного баланса США».
1993 год — доктор экономических наук — диссертация «Мировое хозяйство и международные экономические отношения».
Работал в ИМЭМО РАН в должности младшего научного сотрудника, старшего научного сотрудника, заведовал сектором, затем отделом. Работал в ИСК РАН. Преподавал в Финансовом университете при Правительстве РФ.
В 1993 году проходил стажировку в США в Стэнфордском университете. Неоднократно читал лекции в США.
Автор многих трудов — глав в коллективных монографиях, статей в научных журналах, брошюр — более 120 публикаций, в числе которых:
- США: государственное регулирование платежного баланса. 12 а.л. М., «Наука». 1975.
- Платежные отношения — скрытый узел межимпериалистических противоречий. 15 а.л. М., «Международные отношения». 15 а.л. 1987.
- Базисные принципы валютной политики и платежных отношений.15 а.л., М.: ИСКРАН, 1995.
- Экономическое развитие России и мировые тенденции на рубеже веков (1996) (в соавторстве).
- Деньги: их виды и функции. 15 а.л., М.: «АНКИЛ», 1998.
- Государство и рынок: американская модель (в соавторстве). — Научный редактор. 20 а.л. — М.: «АНКИЛ», 2000.
- США на рубеже веков" (2000) (в соавторстве).